# ネブッチョウ
ネブッチョウは、埼玉県秩父市に伝わる憑き物。オサキや生団子と共に、秩父の三害と言われ関東地方の憑き物として恐れられる。
古くから家に付きまとっている小さなヘビの憑き物であり、家の主人が誰かに怨みを抱くと、その考えを察して怨みの相手を煩わせたり悩ませたりする。怨みが強いときは、ネブッチョウは相手の体を押し潰し、取り殺してしまうという。
さらにネブッチョウのいる家の屋敷や田畑に触れると必ず祟りがあると信じられ、祟りを恐れてそれらに触れる者がいなかったばかりか、土地に踏み込もうとする者すらいなかったといわれる。
また、この家の子が縁組みで他の家へ行くと、ネブッチョウも一緒について行くので、ネブッチョウに憑かれた家は増えていく一方だという。